# Hypsoides cleotis
Hypsoides cleotis är en fjärilsart som beskrevs av Swinhoe. Hypsoides cleotis ingår i släktet Hypsoides och familjen tandspinnare. Inga underarter finns listade i Catalogue of Life.